# Włodzimierz (Ukraina)
Włodzimierz (ukr. Володимир, Wołodymyr; dawniej także Włodzimierz Wołyński) – miasto w zachodniej części Ukrainy, w obwodzie wołyńskim, nad rzeką Ług, stolica rejonu. W 2022 roku liczyło 37 tys. mieszkańców.

## Położenie
Włodzimierz jest położony na północnym krańcu Wyżyny Wołyńskiej, około 15 km od polskiej granicy. W pobliżu miasta usytuowane jest kolejowe przejście graniczne.

## Historia
Włodzimierz powstał w drugiej połowie X wieku (pierwsza wzmianka historyczna w 988 r.), jako warowny gród na pograniczu nowo zdobytych przez Ruś Kijowską należących wówczas do Polski Grodów Czerwieńskich. Wybudowanie warowni we Włodzimierzu potwierdza, że Włodzimierz I Wielki przystępował dopiero do utrzymania świeżo zdobytego terenu. Już w 988 roku stał się stolicą Księstwa Włodzimierskiego, a od II poł. XI w. był także stolicą prawosławnej eparchii włodzimiersko-brzeskiej. W 1160 ukończono budowę soboru Zaśnięcia Matki Bożej. W XIII wieku w składzie księstwa halicko-wołyńskiego, od 1240 roku zależnego od chanatu mongolskiego. W 1241 spod Włodzimierza rozpoczął się I najazd mongolski na Polskę. W 1349 ziemie te zostają przyłączone przez Kazimierza Wielkiego do Korony Królestwa Polskiego. W 1356 Włodzimierz obronił się przed najazdem tatarskim. W trakcie obrony poległ Stanisław Ciołek.
Włodzimierz zlokalizowany był na gruntach należących do króla. 28 sierpnia 1366 roku we Włodzimierzu brat Jakusza Cztana ze Strzelc Janusz Suchywilk przekazał swoje dobra bratankom Piotrowi i Mikołajowi. Ustanowił w ten sposób pierwszą ordynację w Polsce. Król Kazimierz Wielki potwierdził ten dokument.

Miasto uzyskało prawo składu przed 1379 rokiem. Prawa miejskie otrzymało w 1431, a w 1569 na mocy unii polsko-litewskiej znalazło się kolejny raz w granicach Polski. W XVI w. we Włodzimierzu funkcjonowało sześć klasztorów prawosławnych: Narodzenia Matki Bożej, Przemienienia Pańskiego, św. Eliasza, św. Michała Archanioła, św. Onufrego i Krzyża Świętego. Za czasów I Rzeczypospolitej był siedzibą sądów szlacheckich: ziemskiego i grodzkiego. W XVIII w. powstały barokowe świątynie katolickie: kościół św. Anny, kościół Rozesłania Apostołów z klasztorem jezuickim oraz kaplica Jozafata.

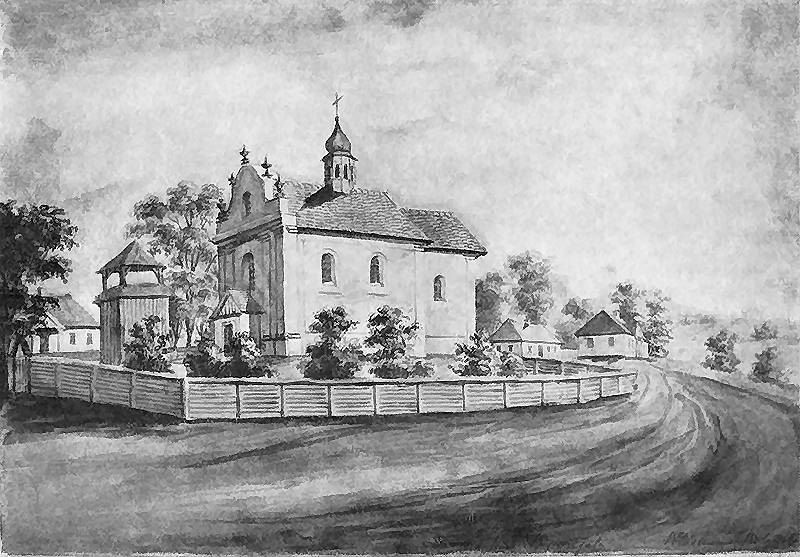
Kaplica św. Jozafata w XIX w.

7 lipca 1792 roku pod Włodzimierzem odbyła się jedna z bitew Polaków z Rosjanami, w której wziął udział Tadeusz Kościuszko. Odparte zostało wówczas trzykrotnie silniejsze wojsko rosyjskie, przez co ukształtowała się opinia o wysokich umiejętnościach dowódczych słabo znanego jeszcze w Polsce Kościuszki. W 1793 Włodzimierz wyznaczono na stolicę nowego województwa włodzimierskiego. Po III rozbiorze Polski w 1795 miasto znalazło się w zaborze rosyjskim.
Od średniowiecznej łacińskiej nazwy Włodzimierza – Lodomeria pochodzi drugi człon nazwy Galicja i Lodomeria, którą oficjalnie nosił zabór austriacki, choć sam Włodzimierz Wołyński nie był częścią zaboru austriackiego, a rosyjskiego.
W 1908 otwarto we Włodzimierzu stację kolejową.
Władze Cesarstwa Rosyjskiego zmieniły nazwę miasta na Włodzimierz Wołyński, dodając człon dla rozróżnienia z Włodzimierzem nad Klaźmą.

### W II Rzeczypospolitej

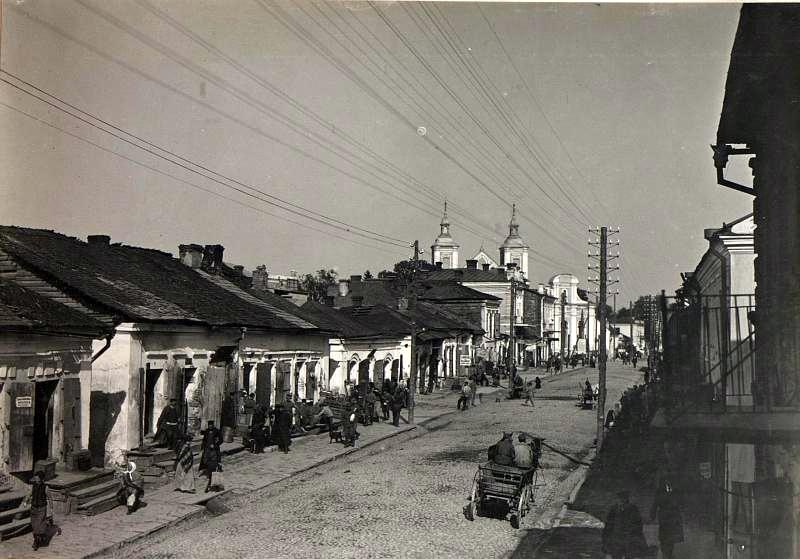
Centrum Włodzimierza ok. 1916

Już 24 listopada 1918 roku miasto opanował oddział Wojska Polskiego pod dowództwem kpt. Wacława Zbrowskiego. Dnia 18 grudnia 1918 r. polska załoga we Włodzimierzu otrzymała pewne wzmocnienie w postaci szwadronu jazdy pod dowództwem rtm. Feliksa Jaworskiego. 21 stycznia 1919 roku siły ukraińskie (ok. 2 pułki piechoty, artyleria oraz ok. 400 konnych) zaatakowały miasto, którego polska załoga liczyła wówczas ok. 5 kompanii piechoty, jedną armatę i ok. 70 konnych. Początkowo natarcie ukraińskie załamało się w ogniu polskiego karabinu maszynowego ustawionego na wieży kościelnej. Polacy zdobyli wówczas 2 karabiny maszynowe oraz wzięli wielu jeńców, w tym podpułkownika i sztabskapitana. Jeszcze tej samej nocy główne siły ukraińskie (wsparte przez samochód pancerny) zaatakowały miasto, zmuszając wojska polskie do odwrotu. Już 24 stycznia 1919 roku atak grupy mjr. Bończy-Uzdowskiego doprowadził do odzyskania przez Polaków miasta przez 17 pułk piechoty.

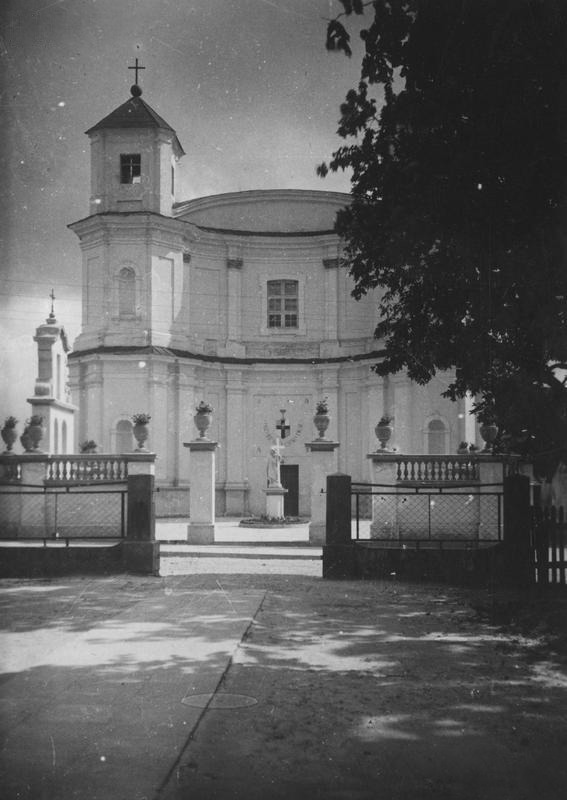
Kościół Rozesłania Apostołów w 1932

W latach 1919–1939 ponownie należał do Polski, był stolicą powiatu włodzimierskiego.
W 1922 roku przywrócono nazwę "Włodzimierz". Obszar miasta rozszerzano. 1 sierpnia 1925 przyłączono wsie: Białobrzegi, Ryłowicę, Ostrówek, Fedorówkę, Załęże, Zarzecze oraz Łobaczyn z gminy Werba. 1 października 1933 przyłączono miejscowości: wieś Szystów, folwark Zarzecze (Nowozarzecze), leśniczówka Długa Łoza, kolonia Pomirki, kolonia Handżaba, wieś Poniczów i folwark Poniczów z tej samej gminy.
We Włodzimierzu zlokalizowano Wołyńską Szkołę Podchorążych Rezerwy Artylerii, która funkcjonowała do września 1939 r. Znajdowały się tutaj również dwa kompleksy koszarowe, wzniesione przed I wojną światową dla rosyjskich pułków kawalerii. W okresie międzywojennym jednemu z kompleksów nadano imię Tadeusza Kościuszki, a drugiemu Króla Władysława Jagiełły. Stacjonowały w nich pododdziały 27 Dywizji Piechoty, w tym 23 Pułk Piechoty im. płk. Leopolda Lisa-Kuli i 27 Pułk Artylerii Lekkiej. W 1937 roku miasto liczące 29,6 tysiąca mieszkańców było zdominowane narodowościowo przez Polaków i Żydów (odpowiednio 43 i 39%); Ukraińców było 15%.

### W czasie II wojny światowej
11 września 1939 r. w mieście sformowana została improwizowana Grupa „Włodzimierz”, składająca się z jednostek rezerwowych Wojska Polskiego. Po agresji ZSRR na Polskę uległa ona rozformowaniu. Wbrew porozumieniu z Armią Czerwoną dowódca zgrupowania, gen. Mieczysław Smorawiński, oraz podlegli mu oficerowie zostali wzięci do niewoli i następnie zamordowani w ramach zbrodni katyńskiej. Między wrześniem 1939 a czerwcem 1941 Włodzimierz był pod okupacją sowiecką, następnie pod okupacją niemiecką do 1944 roku. Po zajęciu przez wojska radzieckie miasto funkcjonowało ponownie pod nazwą Włodzimierz Wołyński.
Okupacja niemiecka przyniosła zagładę ludności żydowskiej. 1 września 1942 Niemcy rozpoczęli 3-dniową akcję likwidacji getta we Włodzimierzu. Ponad 15 tysięcy Żydów rozstrzelano pod wsią Piatydnie. Zbrodni dokonały SD z Równego, oddziały żandarmerii z Włodzimierza i z Łucka, ukraińska policja oraz 103. ukraiński batalion policyjny z Maciejowa.
W 1943 roku Włodzimierz stanowił schronienie dla polskich uchodźców z rzezi wołyńskiej, a napady UPA miały miejsce głównie na przedmieściach. Polaków broniła utworzona przez Niemców po 11 lipca 1943 polska policja oraz nielegalna samoobrona. Wśród uchodźców panowało przeludnienie, głód i choroby. Łącznie według obliczeń Władysława i Ewy Siemaszków w kilkunastu napadach UPA we Włodzimierzu zginęło 111 Polaków. Po wojnie zdecydowana większość polskich mieszkańców Włodzimierza została ekspatriowana.
Miasto zostało ponownie zajęte przez Armię Czerwoną 20 lipca 1944.

### Okres powojenny

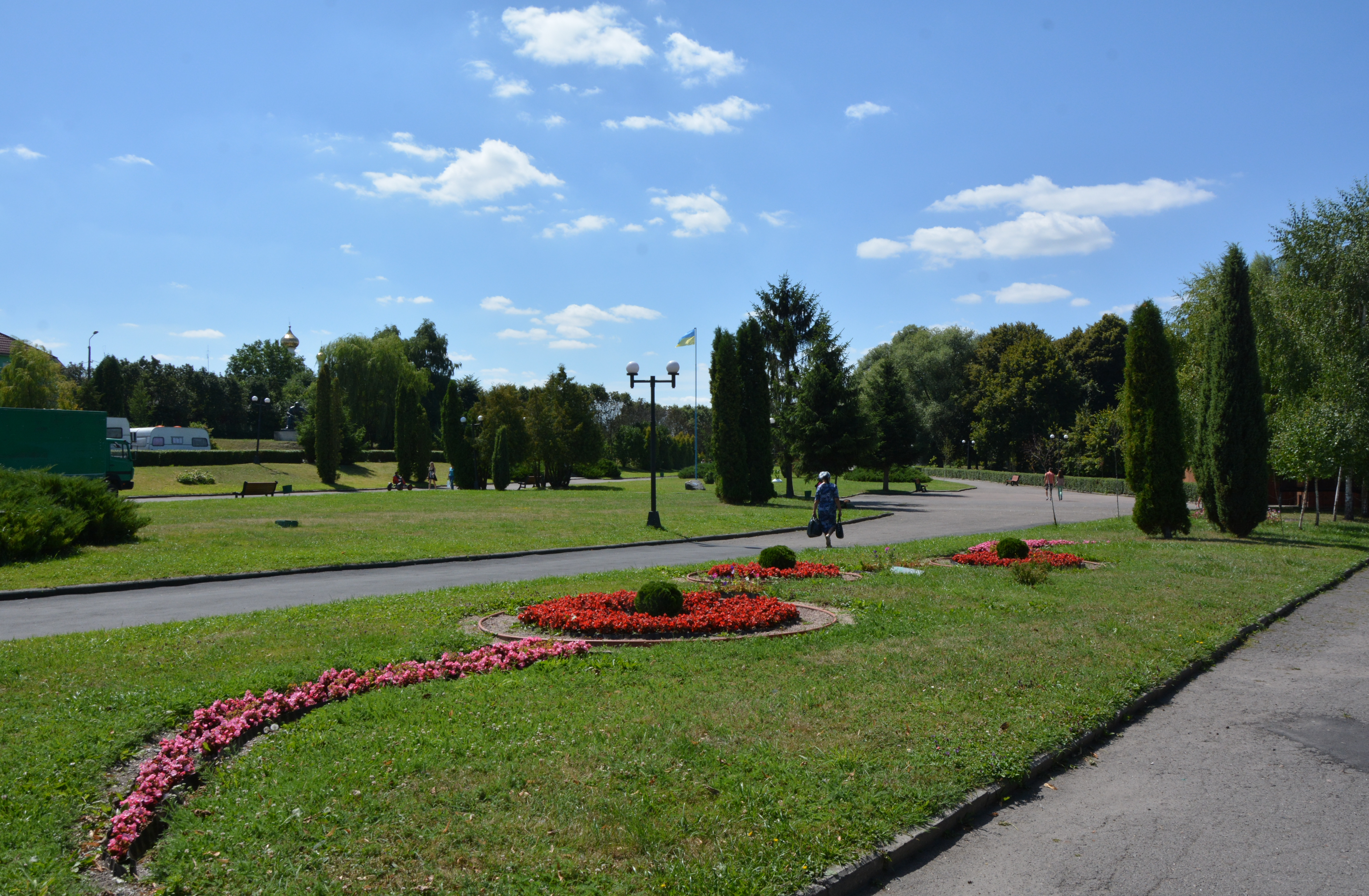
Park Słowiański w 2015

W latach 1945–1991 w Ukraińskiej SRR, po 1991 należy do Ukrainy.
W latach 1945–1947 Polacy zamieszkujący Włodzimierz Wołyński i okolice zostali wysiedleni w nowe granice Polski, głównie na ziemie zachodnie przyznane państwu polskiemu w 1945 roku (zwane też odzyskanymi).
W 1997 w trakcie prac archeologicznych odnaleziono pierwsze szczątki ofiar z czasów II wojny światowej, wśród których odnaleziono polskie orzełki i guziki od mundurów. Początkowo szczątki identyfikowane jako ofiary masakr więziennych dokonanych przez NKWD w 1941 przed nadejściem frontu po rozpoczęciu operacji Barbarossa. Prace kontynuowano w 2009, 2011 i 2012 roku we współpracy polskich i ukraińskich archeologów. Nowo odnalezione szczątki identyfikowano jako żydowskie ofiary Holokaustu.
15 grudnia 2021 roku Rada Najwyższa Ukrainy zadecydowała o przywróceniu historycznej nazwy miasta pozbawionej członu rozróżniającego Wołyński.

## Zabytki

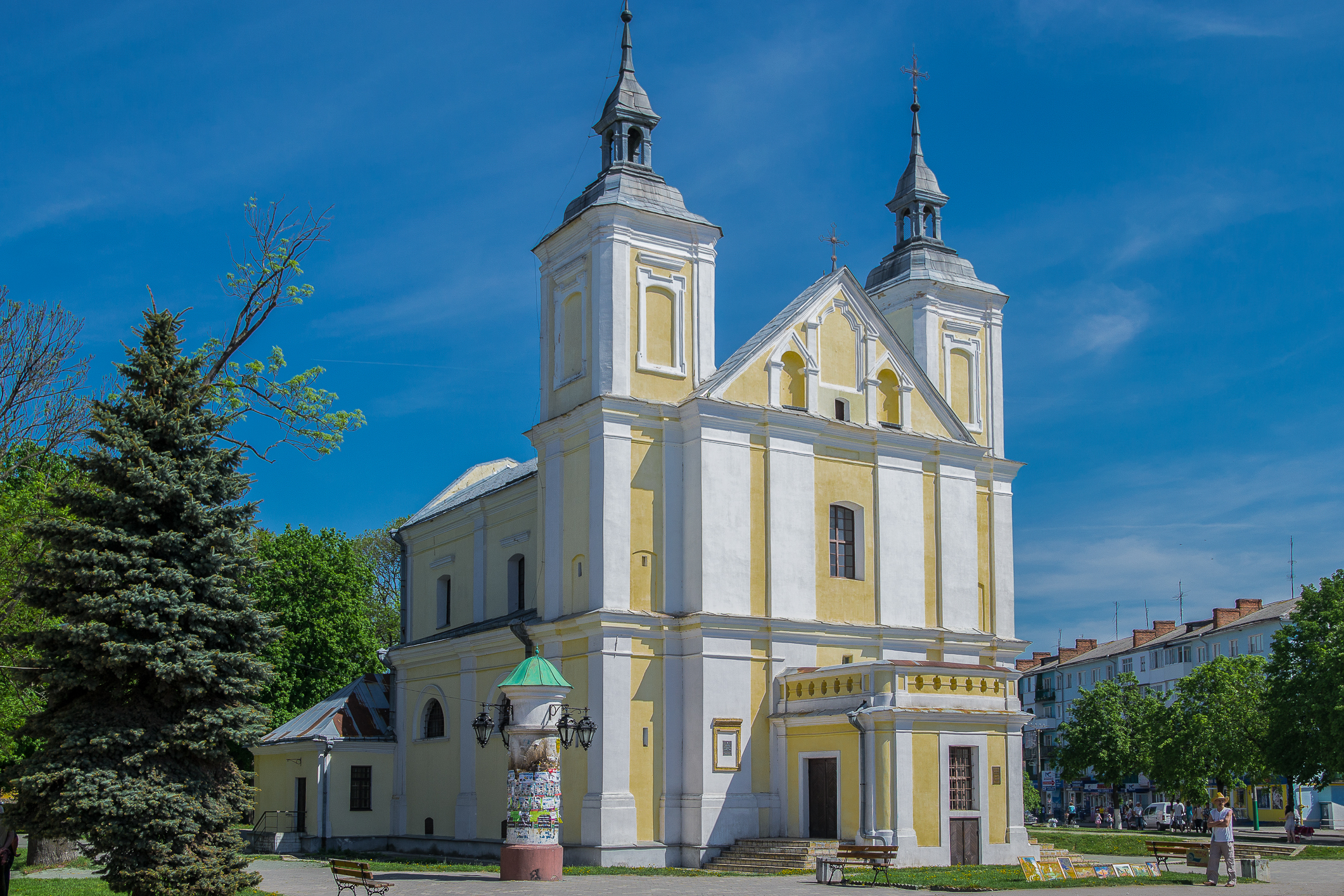
Kościół św. Anny

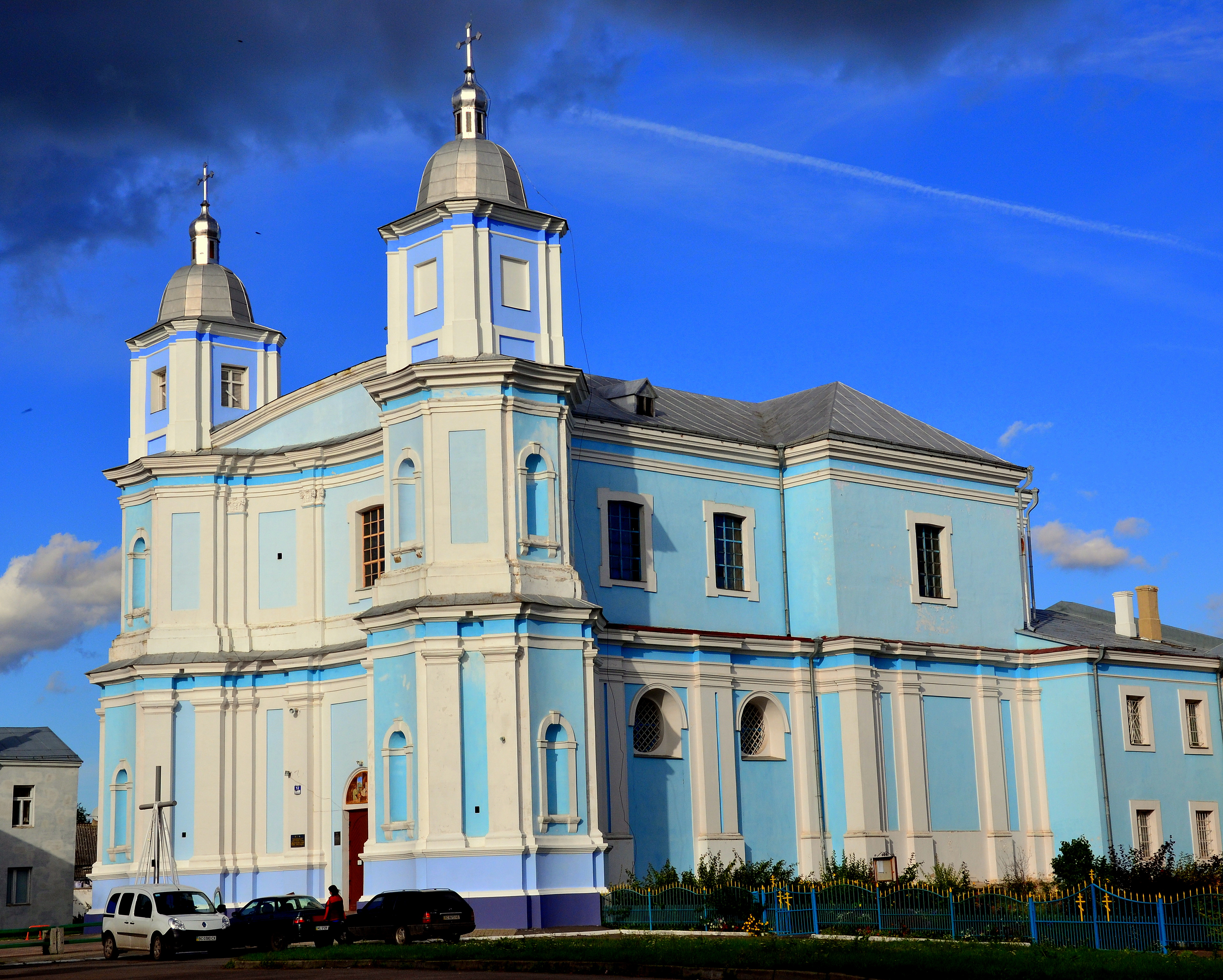
Sobór Narodzenia Pańskiego

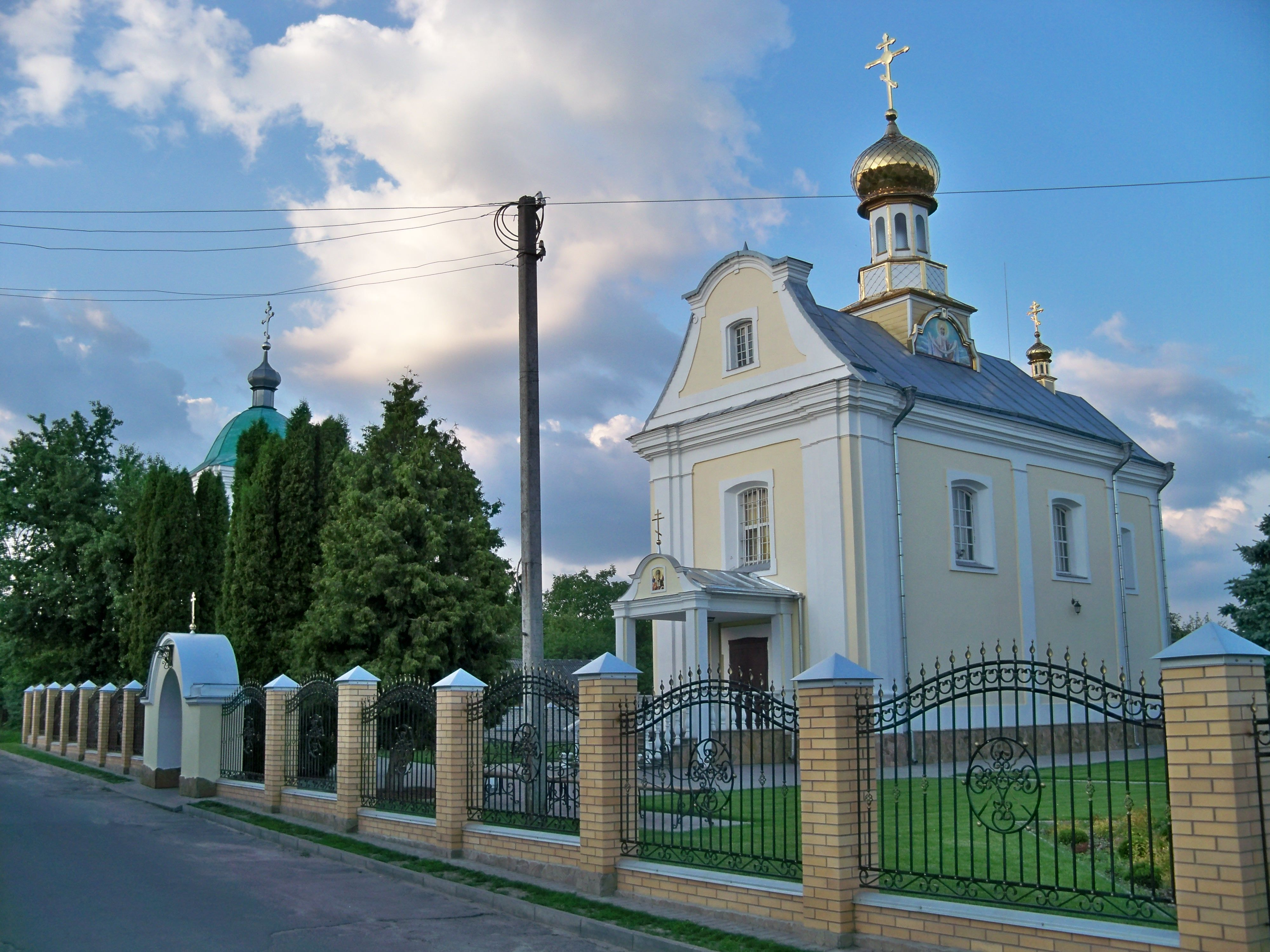
Cerkiew św. Mikołaja

- kościół parafialny św. Anny w stylu barokowym z 1752 roku. Świątynię ufundował biskup Adam Woyna-Orański. Opiekę nad nim sprawował zakon kapucynów. Parafia katolicka istniała tu do 1958 roku, kiedy to władze komunistyczne zamknęły kościół i go zdewastowały, rabując rokokowy ołtarz i rozbierając dzwonnicę. Następnie komuniści umieścili w nim kawiarnię oraz salę koncertową. Katolicy odzyskali kościół i 3 stycznia 1992 r. odprawili pierwszą mszę św. Obecnie pod opieką karmelitów trzewiczkowych. Na lewo od wejścia znajduje się tablica z 1561 roku, z płaskorzeźbą przedstawiającą rycerza Podhoreńskiego w zbroi. W pobliżu znajdowały się zabudowania klasztoru kapucynów rozebrane w 1833 roku przez Rosjan po powstaniu listopadowym[20].
- Sobór Narodzenia Pańskiego, wzniesiony jako kościół oo. jezuitów pw. Rozesłania Apostołów przez Michała Radzimińskiego w latach 1755–1766. Po kasacie zakonu w 1787 roku zabudowania przejęli bazylianie. Od 1840 władali nimi prawosławni. Na krótko w okresie międzywojennym świątynia wróciła do katolików. W 1927 roku w poklasztornym gmachu umieszczono seminarium duchowne. W 1992 przekazany został Ukraińskiemu Kościołowi Prawosławnemu Patriarchatu Kijowskiego i zaadaptowany na katedralny sobór Narodzenia Pańskiego.
- klasztor oo. dominikanów, ufundowany przez Aleksandra Jagiellończyka w 1497 r., rozbudowany w 1707 r, skasowany i zamieniony na cele świeckie w 1850 r. Kościół rozebrali Rosjanie w XIX wieku[21].
- cmentarz z zachowanymi polskimi grobami z XIX–XX w.
  - kwatery żołnierzy Wojska Polskiego z 1919–1920 roku odnowione w 2000 roku staraniem „Stowarzyszenia Upamiętniania Polaków Pomordowanych na Wołyniu”[22]
- cerkiew prawosławna pw. św. Mikołaja z 1780, pierwotnie kaplica unicka
- cerkiew św. Bazylego z XIV wieku. W 1884 roku dobudowano do niej przedsionek, a na pocz. XX wieku dwie cebulaste kopułki w stylu moskiewskim.
- sobór Zaśnięcia Matki Bożej z końca XIX w., w stylu staroruskim (rekonstrukcja obiektu z XII stulecia)
- pałac biskupów włodzimiersko-wołyńskich
- cmentarz żydowski
- zamek – na wiadomość o śmierci króla Polski Kazimierza Wielkiego w 1370 roku Kiejstut wraz z Lubartem zajęli ziemię włodzimierską, niszcząc nieukończony murowany zamek we Włodzimierzu. Obecnie nie istnieje.
- kościół luterański z XIX wieku
- domy i kamienice z XIX–XX w.

## Sport

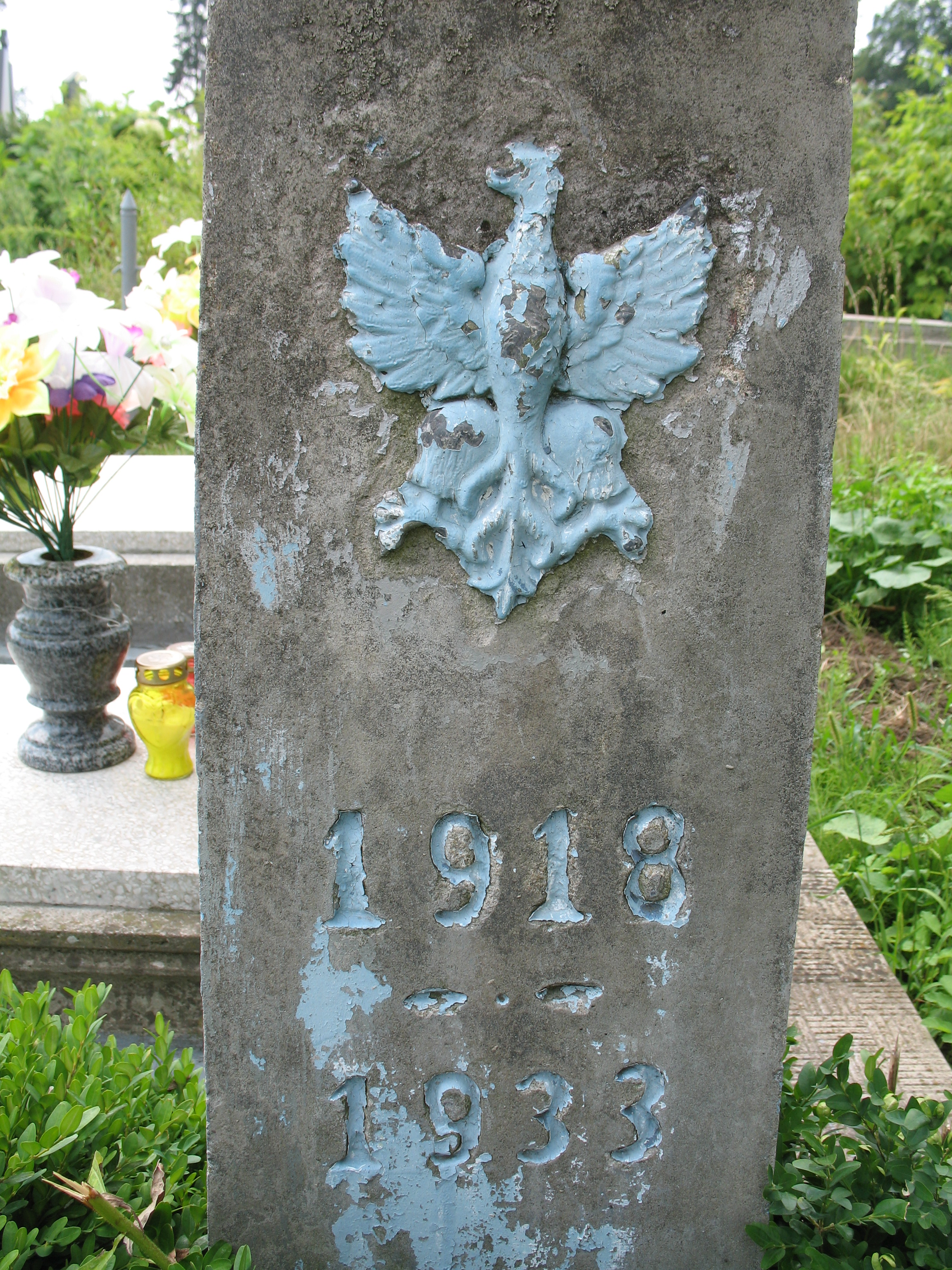
Orzeł polski na włodzimierskim cmentarzu

W II Rzeczypospolitej w mieście działały kluby piłkarskie Amatorzy Włodzimierz oraz WKS Włodzimierz.

## Ludzie związani z miastem
We Włodzimierzu urodził się w 1929 roku Jerzy Antczak, polski reżyser telewizyjny, teatralny i filmowy.

### Sprawiedliwi wśród Narodów Świata(ratujący Żydów we Włodzimierzu)
Osoby na polskiej liście Sprawiedliwych
- Maria Belszan[23]
- Franciszek i Maria Dąbrowscy[24]
- Mirosław i Zofia Dudkowie[25]
- Alojzy i Zofia Dziadkowie[26]
- Cecylia Krawczyk[27]
- Jan i Julia Lisieczyńscy[28]
- Aniela Radyszkiewicz[29]
- Władysław i Maria Sokołowscy oraz ich dzieci: Wiesław i Krystyna[29]
- Danuta Wolikowska[30]
- Regina Zajączkowska i jej dzieci: Ryszard, Izabela Zajączkowska-Stasiuk i Maria Zajączkowska-Janiak[31][32]
- Janina Zawadzka[33]
- Bronisława Ziental i jej córka Irena (po mężu Jakira)[34]
- Helena Żebrowska[35]

Osoby na ukraińskiej liście Sprawiedliwych
- Omelan i Ustymija Fisiukowie[36][37]
- Serhij i Ołha Miaskowscy oraz ich dzieci: Jurij i Hałyna (po mężu Fiłatowa)[38][36]
- Marija Stepanowa i jej syn Stepan Weremczuk[39][36]
- Mykoła i Marija Wawrysewyczowie oraz ich synowie: Mychajło i Mykoła[40][36]

## Miasta partnerskie
- Kętrzyn
- Hrubieszów
- Łęczyca
- Malbork